# Kebabnorsk
Kebabnorsk (Kebabnorwegisch) ist die Bezeichnung für eine ostnorwegische Jugendsprache mit vielfältigen Lehnwörtern aus Einwanderersprachen. 

## Hintergrund
Die Bezeichnung Kebabnorsk entstand Mitte der 1990er Jahre; sie bezeichnet eine Jugendsprache, die Lehnwörter aus dem Arabischen, Persischen, Panjabi und verschiedenen Balkan-Sprachen mit Norwegisch mischt. Der Name kommt dabei vom Döner Kebab, der symbolisch für die Einwandererkultur stehen soll. Kebabnorsk ist nicht mit Einwanderersprache schlechthin zu verwechseln. Kebabnorsk findet sich in Ostnorwegen, v. a. in den östlichen Stadtteilen Oslos. 
Es existiert ein Wörterbuch des Kebabnorsk von Andreas Eilert Østby. Die Sprache ist in ihrer Schreibung jedoch nicht durchgehend einheitlich.

## Beispiele
- fluser/floser – penger (dt. Geld)
- kæbe – jente/hore (dt. Mädchen/Hure), aus dem Tamazight
- lalle – stjele (dt. stehlen), aus dem Urdu
- løh – nei, ikke, dårlig, stygg (dt. nein, nicht, schlecht, hässlich)
- sjmø – kult, pen, bra (dt. schön)
- tert – kult, pen, bra (dt. schön)
- wårria – gutt (dt. Junge), ersetzt das Personalpronomen du, aus dem Somalischen